# 絲綢翼龍屬
絲綢翼龍屬（屬名：Sericipterus）是翼龍目喙嘴翼龍科的一屬，化石發現於中國新疆的石樹溝組，地質年代相當於侏儸紀晚期的牛津階。在2010年，古生物學家Brian Andres、徐星等人將這些化石敘述、命名。模式種是五彩灣絲綢翼龍（S. wucaiwanensis） ，屬名在拉丁文意為「絲路的翼」，種名則是以鄰近的五彩灣為名。
正模標本（編號IVPP V14725）是一個遭到擠壓、關節脫落的頭顱骨、骨骼，但整體上仍有保存下來。絲綢翼龍的翼展估計約1.73公尺。頭顱骨類似喙嘴翼龍亞目（目前是並系群，代表原始翼龍類）的奧地利翼龍、抓頜龍。頭部有三個骨質冠飾，口鼻部有一個低矮冠飾，頭部頂端也有低矮頭冠，頭冠前側則有橫向突出。絲綢翼龍的口鼻部狹窄，前段有兩對長牙。上頜後段可能有5對牙齒，下頜後段的牙齒數量則未知。除了前段的長牙，絲綢翼龍的牙齒彎曲、尖銳，表面有平滑琺琅質，橫剖面略呈圓形，有兩道稜脊邊緣，可能有切割面的作用。
根據最新的翼龍類親緣分支分類法研究，絲綢翼龍是奧地利翼龍的姊妹分類單元，都屬於喙嘴翼龍亞科，這是一群體型較大的早期翼龍類，可能生存在內陸，以小型四足動物為食。